# برسبوليس (رواية مصورة)
برسبولس هي رواية مصورة تروي السيرة الذاتية لمؤلفتها الإيرانية مرجان ساترابي، وتصور طفولتها حتى سنوات بلوغها المبكرة في إيران والنمسا أثناء وبعد الثورة الإسلامية في إيران. أجبرت مرجان للسفر خارج وطنها والعيش في فرنسا دون عودة في عام 1994 نظراْ للوضع السياسي الخطير والصعب بعد الثورة والحرب. عانت مرجان من أزمة في هويهتا في أوروبا وفي وطنها كذلك مما ألهمها في كتابة قصة مصورة بسيطة الأسلوب تتناول مواضيع حساسة جداْ كتاريخ عائلتها السياسي وتجاربها الشخصية ونشرها لعامة الناس.
يشير عنوان الرواية إلى العاصمة القديمة للإمبراطورية الفارسية برسبوليس (بالفارسية: تخت جميشد).  نُشرت الرواية المصورة في عام 2002 في الأصل باللغة اللفرنسية، وتُرجمت إلى العديد من اللغات الأخرى، بما في ذلك الإنجليزية والإسبانية والكتالونية والرومانية والبرتغالية والإيطالية واليونانية والسويدية والفنلندية والجورجية والهولندية والصينية وغيرها.
حظيت الرواية المرسومة بالأبيض والأسود علي شعبية كبيرة فور صدورها، حيث بحلول عام 2018 باعت أكثر من مليوني نسخة حول العالم. تحتوي النسخة الفرنسية على أربعة أجزاء، تم دمجهم في جزئين فقط في نسختها المترجمة للإنجليزية. وكُتب الجزء الثاني من الرواية في عام 2004.

## الخلفية
تطرح الرواية موضوع الثورة الايرانية التي حدثت في عام 1979 وما ترتب عليها من احداث سياسية، مما إدى إلى تولي الفئات الإسلامية للحكم وسن قوانينهم على الشعب الإيراني وكبح حرياتهم الشخصية، كفرض الحجاب واللباس الإسلامي على النساء بما فيهم الأطفال، وفصل الذكور عن الإناث في الأماكن العامة والمؤسسات كالمدارس والجامعات، ومنع شرب الخمور أو تواجدها في الأسواق، وضبط أي نوع من أنواع الثقافة الغربية ومعاقبة كل من يخرق هذه القوانين. تؤثر كل هذه الأحداث على نشأت الطفلة مارجي (مرجان) مما تجعل منها فتاة ثورية تطمح للحرية والمساواة. بعد اندلاع الحرب بين إيران والعراق  تزداد الأمور سوء في إيران فقد خسرت مرجان بعض افراد عائلتها في البداية وبعض اصدقائها ايضاْ نتيجة الحرب المستمرة مما أثر على صحتها النفسية.

## قضايا تعرضت لها الرواية
تعرضت الرواية لعدة قضايا تاريحية واجتماعية مثل:
1. قيام الثورة وخلع الشاه.
2. الحرب الإيرانية العراقية وتبعاتها علي المجتمع الإيراني.
3. قمع بعض الحريات من قبل النظام الذي جائت به الثورة الإسلامية.
4. الفارق الاجتماعي والفكري بين الشرق والغرب.
5. ازمة في الهوية

## ملخص الرواية
ألجزء الأول: قصة الطفولة
تروي الطفلة مرجان (مارجي) وهي في العاشرة من عمرها عن احداث الثورة الإسلامية التي حدثت في إيران في عام 1978 وتأثيرها على الشعب الإيراني وبلأخص النساء. حيث تم فرض الحجاب على الإناث بما فيهم الأطفال وتم فصلهم عن الذكور ومنع الإختلاط بينهم. أثر التطرف الديني والاحداث الساسية على نشأت مارجي مما أثرى عندها روح الإصرار في معرفة تاريخ عائلتها السياسي. أُتيح لمارجي وسائل تعليمية متنوعة كالكتب وجهاز الراديو وهي في سن مُبكر جداْ بما ان عائلتها تنتمي للطبقة المتوسطة العليا من المجتمع. شاركت مارجي وعائلتها في مظاهرات ضد النظام يطالب فيها الشعب نفي الشاه من إيران كوسيلة للحفاظ على حقوقهم. ولكن بعد رحيل الشاه ازداد تصاعد التطرف الديني مما جعل الأمور تتحول من السيء إلى الاسوء. ازداد إهتمام مارجي بالسياسة بعد سماعها قصص عمها أنوش عن إعتقاله وسجنه كونه ثوري شيوعي والذي زاد بدوره طموحها لتحقيق العدالة والمساواة.
بعد إستياء الأحوال السياسية في إيران وذلك في كبح الحريات الشخصية ومنع أي نوع من أنواع الثقافة الغربية ومعاقبة كل من يخرق القوانين الإسلامية. بدأت عائلة مارجي بالقلق على حياتهم لأن العديد من أصدقائهم وكذلك آلاف الإيرانيين فروا من النظام الجديد إلى أوروبا أو الولايات المتحدة، لكن عائلة مارجي اصروا على البقاء. تم القبض على العم أنوش مرة أخرى واتهم بأنه جاسوس وبالتالي تم إعدامه بسبب إتجاهاته ومعتقداته السياسية. إستائت مارجي لأن الله لم يفعل شيئًا لمساعدة عمها ورفضت إيمانها. والجدير بالذكر أن شخصيه الله تظهر في الرواية عدة مرات كصديق خيالي لمارجي يزورها من حين لأخر ويتحدث معها عن أمور عديدة.
بعد إندلاع الحرب بين إيران والعراق وتعّرُض العاصمة طهران للخطر. حيث تم قصف الحي الذي تسكن فيه مارجي وعائلتها وتسبب ذلك في مقتل جيرانهم اليهود بابا ليفي وتدمير منزلهم. وجود اليهود في إيران في تلك الفترة كان نادراْ جداْ. صُدمت مارجي من رؤية جثة صديقتها تحت الحطام مما أعرب عن غضبها من النظام السياسي الإيراني. بدأت أسرتها في القلق بشأن سلامتها وقررت إرسالها إلى ألنمسا لإستكمال دراستها والهروب من الحرب. تنتهي الرواية برحيل مارجي إلى أوروبا.
ألجزء الثاني: قصة العودة
يستكمل الجزء الثاني من الرواية رحلة مرجان إلى ألنمسا وهي في سن المراهقة حيث تواجه العديد من العقبات كإختلاف اللثقافة وصعوبة التواصل مع الأخرين كونها لا تتحدث اللغة الألمانية مما أدى إلى شعورها بالوحدة والعزلة ولكن سرعان ما تأقلمت على هذا التغيير بدأت مرجان بتخطي هذه العقبات وكونت صداقات عديدة. عاشت مرجان في البداية في سكن للراهبات حيث تعرضت لإنتقاد عنصري من إحدى الراهبات والذي إنتهى بشتم مرجان للراهبات اجمع مما ادى إلى طردها من السكن. بعد ذلك عاشت مرجان في اماكن متعددة مؤقتاْ وإنتهى بها الامر في العيش في بيت كبير مع صاحبة المنزل الدكتورة هيلر. لم تستطيع مرجان من نزع ما يحدث في إيران من تفكيرها مما زاد عندها حس الوطنية والأسى لما يحدث في وطنها ولكن سرعان ما تعرضت للمذايقات العنصرية بسبب هويتها الإيرانية تكونت أزمة في هويتها حيث في إحدى المرات قالت لأحد الفتيان انها فرنسية الاصل وتم السخرية منها لاحقاْ كونها كذبت، شعرت مرجان بالذنب وتذكرت ماضي عائلتها مما حول هذه الازمة إلى مصدر فخر وإعتزاز كونها إيرانية. قامت مرجان بمواعدة بعض الفتية وانتهى بها الحال مع شاب قام بخيانتها مع فتاه أخرى وازدادت ألامور سوء حيث اتهمتها الدكتورة هيلر بسرقة ساعتها. عضبت مرجان وغادرت البيت دون عودة وانتهى بها الحال كمتشردة في الشوارع لوقت طويل.
تستيقظ مرجان من غيبوبة لتجد نفسا في سرير وبجانبها طبيب ويتضح انه عثر عليها في إحدى الشوارع في حالة صحية حرجة جداْ. تطلب مرجان ان تجري مكالمة هاتفية وتتحدث مرجان مع والديها وتطلب منهم ان تعود إلى إيران لأنها في حالة مزرية جداْ وتطلب منهم ان لا يطرح عليها أي سؤال. وبالفعل تعود مرجان إلى إيران لتجد ان الحرب قد انتهت ولكن الوضع لم يتحسن ابداْ فقد اخبرها والدها أن الغرب قد موّل كلا الطرفين بالأسلحة وأن الحرب قد ادت الحرب بمقتل مليون جندي من كلا الطرفين وأن ألعراق كانت تقصف إيران باستمرار كأن هدفها هو محو إيران من على وجه ألارض. بعد دخول القوات العسكرية العراقية من الحدود الإيران العراقية وتوليهم زمام الامور، كانوا المعتقلين الثوريون يشكلون خطر على الحكومة ألاسلامية فالحل كان هو إعطائهم خيار العيش تحت الحكم الجديد والإلتزام بقوانينه مع اتمام مدة العقوبة أو ألاعدام، وللأسف معظم المعتقلين أختاروا الموت. أصبحت إيران اشبه بالمقبرة نتيجه الحرب.
عانت مرجان من إكتئاب شديد لأنها شعرت انها غريبة في ألنمسا وفي وطنها ايضاّ. تلتقي مرجان بعد عودتها للوطن بشاب إسمه رضا ويقان في الحب فوراْ، وفي إحدى المرات قبضت الشرطة الإسلامية عليهم في العامة، وبما انه لا يوجد بينهم علاقة شرعية بين مرجان ورضا اجربتهم الشرطة على دفع ضريبة العقوبة أو ان يتم جلدهم. يققران الزواج لحل هذه المعضلة، وبالفعل تزوجت مرجان من رضا في عام 1991. في إحدى الليالي الحفلات الغير مشروعة تداهم الشرطة الإسلامية المكان، تخلصوا الفتيات من الكحول وهربوا الفتيان لسطح ألمبنى ولكن الشرطة طاردتهم واضطروا الفتيان على القفز للمبني المجاور ولكن نامي صديق مرجان يتردد ويسقط ويتوفى. بعد فترة يتدهور زواج مرجان وتكتشف انها لم تعد تحب رضا بعد الاّن وتقرر الطلاق منه ولكن صديقتها نصحها ان لا تفعل ذلك نسبةْ لسمعة النساء المطلقات في المجتمع. ولكن جدتها تشتجعها على ذلك وبالفعل تنفصل مرجان من رضا ويرحبوا اهلها بها مجدداْ ويعلقون على مدى فخرهم بها ويقترحون عليها مغادرة إيران بشكل دائم وتعيش حياة أفضل في أوروبا.
وفي أواخر عام 1994 قبل مغادرتها إلى أوروبا، زارت مرجان الريف خارج طهران. كما زارت قبر جدها، ومبنى السجن حيث دفن عمها أنوش. في الخريف، ذهبت مرجان مع والديها وجدتها إلى مطار مهرآباد من أجل وداعهم الأخير بينما تتجه للعيش في باريس. تكشف مرجي بعد ذلك أن جدتها قد توفيت عام 1996. وينتهي الكتاب بالرسالة: «الحرية لها ثمن».

## الشخصيات
شخصيات الجزء الأول:
مرجان (مارجي): هي الشخصية الرئيسية، تروي قصتها منذ طفولتها المبكرة وتصور نشأتها في إيران خلال الحرب ألعراقية الإيرانية، وترعرعها في عائلة متورطة في الإضطرابات السياسية في إيران. مما أثر على نظرتها للعالم من الإضطهاد وما ترتب على ذلك من تمرد. في النهاية، ترسلها عائلتها إلى فيينا على أمل الهروب من اضطرابات وطنها. طوال رحلتها، تكبر وتنضج مع الحفاظ على طبيعتها المتمردة، مما يجعلها في بعض الأحيان في ورطة. قررت عائلتها أنها يجب أن تغادر إيران بشكل دائم وتستقر في باريس في نهاية قصتها.
السيدة ساترابي (تاجي): والدة مرجان، وهي امرأة شغوفة، منزعجة من الطريقة التي تسير بها الأمور في إيران، بما في ذلك القضاء على الحريات الشخصية، والاعتداءات العنيفة على الأبرياء. تشارك بنشاط في حكومتها المحلية من خلال حضور الاحتجاجات.
السيد ساترابي (إيبي): والد مرجان. يشارك في العديد من الاحتجاجات السياسية مع زوجته تاجي. كان يلتقط صورًا غير قانونية وخطيرة جدًا لأعمال الشغب، ينتمي كل من السيد والسيدة ساترابي إلى خلفية من الطبقة الوسطى. من المهم ملاحظة ذلك في السياق السياسي والاجتماعي لأفعالهم وقيمهم وتأثيراتهم على ابنتهم المتمردة.
جدة مرجان: تقيم جدة مرجان علاقة وثيقة مع مرجان. تستمتع بسرد قصص لمرجان عن ماضيها وجد مرجان.
العم أنوش: شقيق والد مرجان. تم إعدامه من قبل السلطات الثورية الإسلامية الجديدة. يمثل إعدامه تمثيلًا لملايين النشطاء الذين قُتلوا في ظل هذا النظام.
مهري: خادمة عائلة مرجان التي أصبحت صديقة لمرجان خلال طفولتها. كان لديها علاقة سرية مع صبي في الحي الذي كان من طبقة اجتماعية أعلى. يقع الصبي في حبها، لكنه يتخلى عنها بعد ذلك عندما يعرف خلفيتها الاجتماعية.
خسرو: رجل يصنع جوازات سفر مزورة. ذهب والد مرجان إليه عندما كان أحد أعمام مرجان يعاني من مشاكل في القلب ويحتاج إلى جراحة في إنجلترا، لكن مدير المستشفى رفض إرساله إلى الخارج. يأوي خسرو قريبته نيلوفار المطلوبة بسبب معتقداتها الشيوعية. لسوء الحظ، تم القبض على نيلوفار وتم وإعدامها وأجبر خسرو على الفرار إلى تركيا ولم يتمكن من إنهاء جواز سفر عم مرجان. ثم استقر خسرو في السويد.
شخصيات الجزء الثاني:
جولي: صديقة وزميلة مرجان التي استضافتها عندما طُردت من السكن الداخلي الكاثوليكي في فيينا. نشأت جولي على يد أم عزباء، وهي أكبر من مرجان بأربع سنوات. جولي نشطة جنسيًا مع رجال مختلفين ومنفتحة جدًا وصريحة ومباشرة حول الجنس، على عكس المراهقة مرجان التي لا تزال خجولة جنسيًا ولا تزال عذراء.
دكتور هيلير: مدرسة فلسفة سابقاْ، تؤجر مرجان غرفة في منزلها. لديها شخصية غير مستقرة واتهمت مرجان بسرقة بروشها، مما تسبب في مغادرة مرجان.
ماركوس: عشيق مرجان الذي خانها وانفصلت عنه.
رضا: زوج مرجان الذي كانت علاقتهما الاجتماعية متوترة. تم الطلاق بعد عامين من الزواج.

## استقبال الرواية
تعتبر ساترابي أن التشابه الواضح بين عملها وعمل آرت سبيجلمان (ماوس)، الذي رفع طموحات كتّاب الروايات المصورة وتوقعاتهم، أمراً مثيراً للاهتمام. فقد تأثرت كثيراً بروايته عن المحرقة النازية وشجاعته في التكلم عن أحداث واقعية من حياته العائلية كانت من دون شك محرجة ومؤلمة. وبالمثل، رسمت ساترابي الأحداث بأسلوب بسيط، لكنها بوضوحها هذا لم تغفل المآسي والجراح والآلام. وعن سبيجلمان صرّحت ساترابي «تحدثت إليه ذات مرة، فدعاني إلى عدم الوثوق بأشخاصٍ يصوّرون أنفسهم بحلةٍ أفضل مما هم عليه في الواقع، أعتقد أنه محق.»
انطلاقاً من هذه الفكرة بالذات لا تحاول ساترابي أن تلمع صورتها ولا تعتبر أنّها مثال بارز لصراع المرأة ضد ثقافة يهيمن عليها الرجل. وحول هذه المسألة تقول: «لست من المدافعات عن حقوق المرأة. ما أحاربه هو الغباء. هل من نساءٍ غبيات؟ ما أكثرهن! هل من رجالٍ أغبياء؟ ما أكثرهم أيضاً! أكره الأشخاص الاغبياء في حضارة تبجّل الرجل، لكن لنكن صريحين مَن في هذه الحضارة يعلّم الأولاد تلك القيم؟ الأم. مَن يعلم البنات أنهنّ مختلفات وأقل مرتبةً من الرجل؟ الأم طبعاً» 
تبدو ساترابي في روايتها لما عانته عائلتها من أحداث مفاجئة ومآسٍ وسوء استخدام للسطة مثيرة للاهتمام. حتى في أحاديثها، تجدها تستخدم قصصًا قصيرة عن عائلتها لتعكس حقائق إنسانية على المسرح السياسي. تخبرنا مثلاً قصة عن أحد أقاربها الذي كان يحب ستالين حباً كبيراً تروي عنه قائلة: «ما زلت أذكر أني سألته بعد سقوط جدار برلين: ألم ترَ ما حدث؟ كيف بوسعك أن تحب ستالين بعد الآن؟» فأجابني: «آمنت به طوال حياتي، وأنا اليوم في الثمانين من عمري، إذا أردتني أن أرفض ستالين، كأنك تطلبين مني إعادة النظر في حياتي كلها، وهذا هراء، لا يمكنني تحمّله»
امّا بالنسبة للمشاهدين الأمريكيين، وصفت المنتجة كاثلين كينيدي، التي ساعدت في تأمين توزيع فيلم «برسيبوليس» في أمريكا الشمالية، الفيلم بأنه «فرصة رائعة للانجذاب إلى مجتمع شديد التعقيد لا تعرف الولايات المتحدة سوى القليل عنه»

## الرسومات
صُممت الرسومات بالأبيض والأسود. عادة ما تكون خلفيات الصور المصغرة سوداء أو بيضاء وهناك أحيانًا زخارف غير تفصيلية مما يترك أهمية أكبر للنص. الصورة هي انعكاس للنص وليس العكس، وهو أمر مهم لأنه يمنع الصورة من أن تكون توضيحية بحتة. بما أن المعلومات مدرجة في النص، فإن هذا بدوره يضيف إلى أهمية النص. تُستخدم اللغة بطريقة مألوفة وحديثة، وفي بعض الأحيان تفسح المجال للإبتذال والتي تعكس الخطوط العريضة الغنية والأصيلة للحياة اليومية غير العادية.

## الفيلم
تم تحويل الرواية بعد ذلك إلي فيلم رسوم متحركة يحمل نفس الاسم (برسبوليس - فيلم) ناطق باللغة الفرنسية.